# 황선미
황선미(1963년 ~ )는 대한민국의 동화 작가이자 교수이다. 충청남도 홍성군에서 태어났으며, 서울예술대학 문예창작과와 광주대학교 문예창작과, 중앙대학교 대학원 문예창작과를 졸업하였다. 1995년 단편 〈구슬아, 구슬아〉로 아동문학평론 신인문학상, 중편 《마음에 심는 꽃》으로 농민문학상을 받으면서 문단에 데뷔하였다.

2001: 초대받은 아이들 

2012년: 멍청한 편지가

## 수상
- SBS 미디어 문학상(2012)
- 탐라문학상 (1997)
- 농민문학상(1995)
- 세종 어린이 문학상(2003)

작품
“샘마을 몽당개비” 
- 《나쁜 어린이 표》
- 《일기 감추는 날》

“바다로 가는 은빛 그물”
“사라진 조각” 
“은서야, 겁 먹지마!”
“트럭속 파란눈이”
- 《마당을 나온 암탉》
- 《신나게 자유롭게 뻥》
- 《들키고 싶은 비밀》

“건방진 장루이와 68일” 
- 《구슬아, 구슬아》
- 《초대받은 아이들》
- 《뻔뻔한 실수》

“목걸이 열쇠”
“내가 김소연진아일 동안” 
- “멍청한 편지가!”
- 《할머니와 수상한 그림자》
- 《나에게 없는 딱 세 가지》

“틈새보이스”
“엑시트”
“마음에 심는 꽃”
“빛나는 그림자가”
“열한살의 가방”
“일곱빛깔 독도 이야기”

## 방송
- otvN《어쩌다 어른》제162회 2018년 12월 5일
- JTBC《방구석 1열》제21회 2018년 9월 21일

## 같이 보기
- 마당을 나온 암탉 (영화)
- 한국 문학
- 한국의 소설가 목록

## 참고 자료
- 황선미 - 두산세계대백과사전